# Manga
Manga (jap. 漫画 (kanji) ili まんが (hiragana); マンガ (katakana)) je riječ koja se općenito koristi za japanske stripove. U doslovnom prijevodu bi značila "pokretna slika". Termin je u 18. stoljeću ustoličio slikar Katsushika Hokusai (1760. – 1849.), koristeći dva kineska ideograma (漫 man = slika, 画 ga = pokret) kako bi definirao svoje crno-bijele crteže. Termin se modernizirao 1860-ih, i tematski je izrastao eksplodirajući u kulturnoj sceni nakon II. svjetskog rata. 
U Japanu ljudi svih uzrasta čitaju mangu. Manga je najčešće crno-bijela. U Japanu manga se uglavnom serijalizira u velikim manga časopisima. Medij uključuje djela iz širokog raspona žanrova: akcijski, pustolovni, posao i trgovina, komedija, detektivski, drama, povijesni, horor, misterij, romansa, znanstvena fantastika i fantazija, erotika (hentai), šport i igre i neizvjesnost, između ostalog. Mnogo manga su prevedene na strane jezike. Od 1950-ih, manga postaje sve veći dio japanske izdavačke industrije. Do 1995. godine tržište mange u Japanu procijenjeno je na 586,4 milijarde ¥ (35 - 36 milijarde kuna) s godišnjom prodajom od 1,9 milijardi manga knjiga i manga časopisa u Japanu (što odgovara 15 brojeva po osobi). Manga je također stekla značajnu svjetsku publiku. Prema Jean-Marie Bouissou, Manga je 2005. predstavljala 38% francuskog tržišta stripova. U Europi i na Bliskom istoku tržište je 2012. procjenjeno na 250 milijuna dolara.
Priče o mangi obično se tiskaju crno-bijelo - zbog vremenskih ograničenja, umjetničkih razloga (jer bojanje može umanjiti izražajnost umjetničkog djela) i da bi troškovi ispisa bili niski —Iako postoje neke mange u boji. Sabrana poglavlja obično se ponovno objavljuju u tankōbon svescima, često, ali ne isključivo u mekim uvezima.
Crtač mange se naziva mangaka. Po uspješnoj mangi često se pravi anime. Crtači mange obično rade s par pomoćnika u malom studiju i povezan je s kreativnim urednikom iz komercijalne izdavačke tvrtke. Ako je serija manga dovoljno popularna, može biti animirana nakon ili tijekom izvođenja. Ponekad se mange temelje na prethodnim igranim ili animiranim filmovima.
Pod utjecajem mange su nastali u Kini i Tajvanu ("manhua"), Južnoj Koreji ("manhwa"), Francuskoj ("la nouvelle manga") I Algeriji ("DZ- Manga").

## Povijest mange
Moderna manga potječe iz doba američke okupacije (1945. – 1952.) dok je, prijašnja vojna država, Japan ponovno gradio svoju političku i gospodarsku infrastrukturu.
Crtači manga su dobili inspiraciju iz američkih stripova, filmova i crtića (pogotovo Diznijevih). Bez obzira na izvor inspiracije, eksplozija umjetničke kreativnosti se dogodila u periodu poslije rata uključujući umjetnike Osamu Tezuka (Astro Boy) i Machiko Hasegawa (Sazae-san). Astro Boy je brzo postao popularan u Japanu i širom svijeta, a anime verzija Sazae-san je pogledalo više ljudi nego ijedan drugi anime u 2011. Tezuka i Hasegawa su oboje donijeli mnoge stilske inovacije.

## Vrste mange
Manga se općenito dijeli na žanrove:
- Kodomo: dječji
- Mecha: roboti i tehnologija
- Mahou: magični
- Shōjo: za djevojčice
- Shōnen: za dječake i muške tinejdžere
- Šport: usredotočuje se na priče koje uključuju šport i druge športske i natjecateljske svrhe.
- Cyberpunk: radnja je smještena u postapokaliptičnom i futurističkom svijetu
- Isekai: protagonist se nekako preveze u drugi svijet
- Yonkoma: stripovi s četiri ploče (obično se objavljuju u novinama)
- Gekiga: namijenjen odraslima i sadrži složene narative i kinematografske efekte
- Josei: za žene
- Seinen: za mladiće starije od 18, zbog povećane razine krvi i nasilja
- Yaoi: muški idealizirani homoseksualni, glavna čitateljska populacija su tinejdžerice i žene
- Bara i Gachi muchi: muški homoseksualni
- Yuri: ženski homoseksualni
- Hentai: pornografski
- Ecchi: kao Hentai, ali bez penetracije
- Doujinshi: amaterske publikacije koje koriste/kopiraju originalne crteže i likove profesionalnih mangaka za pri stvaranju svoje neautorizirane priče, iako se pod doujinshi smatraju i autorski radovi amaterskih mangaka
- Lolicon: pornografska manga čiji su glavni likovi uglavnom školarke pretpubertetskih tijela
- Shotacon: muška verzija lolicona s pretpubertetskim dječacima

## Općenito
Često se javlja mišljenje kako su Japanci "ukrali" strip Zapadu, što nije točno. Japanci se veoma dugo bave umjetnošću stripa i animacije. Istina, neki aspekti mange uzeti su sa Zapada. Osamu Tezuka, otac moderne mange, bio je pod utjecajem Walt Disneya i Maxa Fleischera, no njegove su glavne karakteristike, kao što su jednostavne linije i stilizirani likovi, izrazito japanske. Može se reći da je kineska umjetnost imala zapravo veći utjecaj od zapadnjačke.
Mnogi odlični uradci mange i animea danas se zapravo produciraju u mnogim dijelovima svijeta, a ne izričito u Japanu. 
Druga je važna značajka da mange i anime dolaze u svim vrstama. Za razliku od Amerike i Europe, u kojima se je dominantno mišljenje da su stripovi dječje štivo (no što se ipak pomalo i mijenja u zadnje vrijeme), japanski mangake pišu i rišu za svakoga, od nevine djece do perverznih seksomanijaka. 
No, čak i dječje štivo teži k tome da ne bude toliko jednostavno. Dječje mange i anime serije u Japanu ponekad prikazuju smrt - što se na Zapadu rijetko kad događa u dječjim publikacijama, koje izgleda namjerno bježe od takvih i sličnih životnih realnosti. Osim toga, ne iznenađuje da se u japanskim mangama prikazuji scene u kojima učenici pišu zadaću u školi ili ljudi rade u uredu. Radna etika je sveprisutna u pozadini. Manga i anime također prikazuju tehnologiju na simpatičan način, dok često zapadni stripovi takve teme skoro pa i u cijelosti zaobilaze. 
Treća najveća razlika je jedinstvenost japanskog manga stila, koji je osobit i relativno jednostavan za raspoznavanje, što ne znači da je taj stil i limitiran. Kroz široko stilističko područje manga umjetnosti svaka pojedina tehnika je osobita i jedinstvena, karakteristična pojedinom autoru mange.
Stereotip je naravno lik specifične kose i velikih očiju, ali postoje mnoge i mnoge varijacije, od Matsumotova nejednakog stila, spljoštenih kontura, "ružnih" protagonista, sve do izrazito mekanih kontura likova Miyazakijeva rada. Također je manji naglasak na svijetu superheroja za razliku od američkog stripa. U većini manga muškarci i žene nisu nužno preuveličani u svojim muškim i ženskim karakteristikama spolova, i nose na sebi druge stvari osim pripijenih kožnih kostima. Zapravo manga i anime likovi teže k jedinstvenom i neestetskom modnom ukusu. (Istina je da su mnogi Američki stripovi izašli iz tog stereotipa s ozbiljnim autorima kao što su Alan Moore ili Art Spiegelman.)
Još jedna manja razlika između mange i općenito američkih superherojskih publikacija kao što su stripovi DC Comicsa (osim što su manga apsolutno uvijek crno-bijeli), mange su inače vizija jednog jedinog autora (iako izdavači počesto imaju velik udio u razvoju i režiji priče). Manga se može smatrati više romanom, cjelovitim i detaljnim svijetom koji je vizija pojedinog autora. Likovi ostaju nepromijenjeni, i omogućeno im je da rastu i razvijaju se. 
Uz to, mange se počesto objavljuju u tjednoj ili dvotjednoj publikaciji koja sadržava mnoge druge stripove drugih autora - u kojima izdavači očekuju nepredviđene "preokrete" ("zaista želim pročitati sljedeći broj"). Što je upravo razlog da kao i u novelama zaplet se mora razvijati i mora biti zanimljiv i odvijati se u brzom ritmu.
Još jedna manja razlika je onomatopejska karakteristika japanskog jezika; zvučni efekti uklapaju se mnogo bolje i izgledaju manje glupo nego u zapadnjačkom stripu. To je samo jezični aspekt; manga koja je prevedena na neki drugi jezik zapravo isto tako dobro ispada.
Vjerojatno je mješavina grube realnosti zajedno s ponekad mučnim svijetom fantazije to što čini Japansku mangu i anime toliko dopadljivima. Mnoge dobro poznate serije kao što su Doraemon, Ranma 1/2, Kimagure Orange Road, Gokinjo Monogatari ili Great Teacher Onizuka slijede živote više-manje normalnih ljudi - idu u školu, suočavaju se s dnevnim problemima, potlačuju ih roditelji - ali koji isto tako imaju sjenovit dio života koji ih nekako čini posebnim, bili oni u posjedu psiholoških moći ili posjeduju neki posebni urođeni talent, ili imaju specijalnog prijatelja (koji dolazi iz budućnosti ili robota, izvanzemaljca iz druge galaksije). Vjerojatno je to ono što omogućava čitatelju da simpatizira s likovima ili se uživi u njih, dok s druge strane bježi od bijednog, normalnog, svakodnevnog života u svijet fantazije (Mjesečeva ratnica, Cutie Honey, Wedding Peach) koji je veoma različit od svakidašnjice.

## Popularni manga časopisi
Svjetski poznati predstavnik klasičnih shōnen mangi je Dragon Ball. Međutim, druga djela ovog žanra bi mogli postići golemu popularnost. Najpoznatiji manga magazini su Weekly Shōnen Magazine, Weekly Shōnen Sunday i Weekly Shōnen Jump.
- Weekly Shōnen Sunday (週刊少年サンデー, Shūkan Shōnen Sandē), prvi put objavljen 17 ožujka 1959., je tjedni shōnen manga časopis objavljen u Japanu od Shogakukan kompanije. Iako se u naslovu spominje nedjelja, Shōnen Sunday izdanja objavljuju se svake srijede. Neka poznata manga djela Shōnen Sunday magazina su Detektiv Conan, Inuyasha, Ranma 1/2,  Karakuri Circus, MAJOR itd.

- Weekly Shōnen Jump (週刊少年ジャンプ, Shūkan Shōnen Janpu?) je shōnen manga magazin prvi put objavljen u Japanu 2. srpnja 1968.godine. Shueisha kompanija ga je objavila da se natječe s već uspješnim časopisima Weekly Shōnen Sunday i Weekly Shōnen Magazine. Manga serije ovog časopisa je cilj da mladi muški čitatelji namjeravaju obuhvatiti veliku količinu akcijskih scena. Poznata djela objavljena u ovom časopisu su Naruto, Dragon Ball, Death Note, Bleach itd.

- Weekly Shōnen Magazine (週刊少年マガジン, Shūkan Shōnen Magajin?), je magazin koji se pojavio u neovisno istom vremenu kad i Weekly Shōnen Sunday. Naime, časopis je izdan od Kodansha kompanije 17. ožujka 1959.godine. Rival ovog časopisa u popularnosti uvijek je bio Shōnen Sunday, 19.ožujka 2008. godine zbog njihove 50. godišnjice izdali su specijalno izdanje. Ovaj časopis je namijenjen čitateljima višeg uzrasta. Love Hina i Hajjime no Ippo su neka od poznatih mangi smještena u ovom časopisu.

## Crtači mangi
- Eiichiro Oda
- Kōhei Horikoshi

## Vanjske poveznice
|  | Zajednički poslužitelj ima još gradiva o temi Manga |

- Primjeri online mangi na Onemanga.com
- Tržište mange prvi put palo ispod 500 milijardi Jena 2006.